# San Babila (metropolitana di Milano)
San Babila è una stazione delle linee M1 ed M4 della metropolitana di Milano.

## Storia

### Linea M1
La stazione di San Babila fu costruita come parte della prima tratta, da Sesto Marelli a Lotto, della linea M1 della metropolitana di Milano, entrata in servizio il 1º novembre 1964.

### Linea M4
L'apertura della linea M4, inizialmente prevista per la fine di giugno 2023, si è tenuta il 4 luglio dello stesso anno, in occasione del prolungamento della linea dal precedente capolinea provvisorio Dateo.
La stazione è diventata così un nodo di scambio della rete metropolitana di Milano, permettendo per la prima volta l'accesso alla linea M4 da un'altra linea metropolitana e garantendo un collegamento con Linate Aeroporto in 12 minuti; a seguito dell'arrivo della linea M4 a San Babila, è stata eliminata la linea di autobus urbana numero 73, che fino ad allora collegava piazza San Babila e l'aeroporto di Linate.

## Struttura ed impianti

### Linea M1
Situata sotto l'omonima piazza, la stazione possiede una struttura comune a quasi tutte le altre stazioni della linea: si tratta di una stazione sotterranea, passante, a due binari, uno per ogni senso di marcia, serviti da due banchine laterali; superiormente si trova un mezzanino, contenente i tornelli d'accesso e il gabbiotto dell'agente di stazione.
Il mezzanino ospitò dal 1964 al 1990 la centrale di controllo della metropolitana, insieme al sistema di video sorveglianza di tutte le stazioni allora esistenti. La centrale era stata progettata per la rete a 4 linee prevista nel 1952: nel maggio 1990, con l'inaugurazione della linea M3, fu realizzata una nuova centrale in viale Monte Rosa e i comandi delle linee M1 e M2 vi furono trasferiti. I locali della vecchia centrale sono stati demoliti nel 2015, a causa dei cantieri della nuova linea M4.
La stazione dista 688 metri da quella di Duomo, 528 metri da quella di Palestro. 

### Linea M4
Situata tra piazza San Babila e corso Europa, la stazione possiede una struttura comune a tutte le altre stazioni della linea: stazione sotterranea, passante, a due binari, uno per ogni senso di marcia, con banchina centrale a servizio di entrambi i binari. Dal 4 luglio 2023 all'11 ottobre 2024, la stazione è stata capolinea provvisorio prima dell'inaugurazione della rimanente tratta fino a San Cristoforo.
La stazione dista circa 800 metri da quella di Tricolore e circa 1 chilometro da quella di Sforza-Policlinico.

## Interscambi
Nelle vicinanze della stazione effettuano fermata alcune linee urbane automobilistiche, gestite da ATM.
- Fermata autobus

## Servizi
La stazione dispone di:
- Accessibilità per portatori di handicap
- Ascensori (sulla M1 solo tra l'esterno e il mezzanino)
- Scale mobili
- Emettitrice automatica biglietti
- Stazione videosorvegliata
- Servizi igienici

## Galleria d'immagini

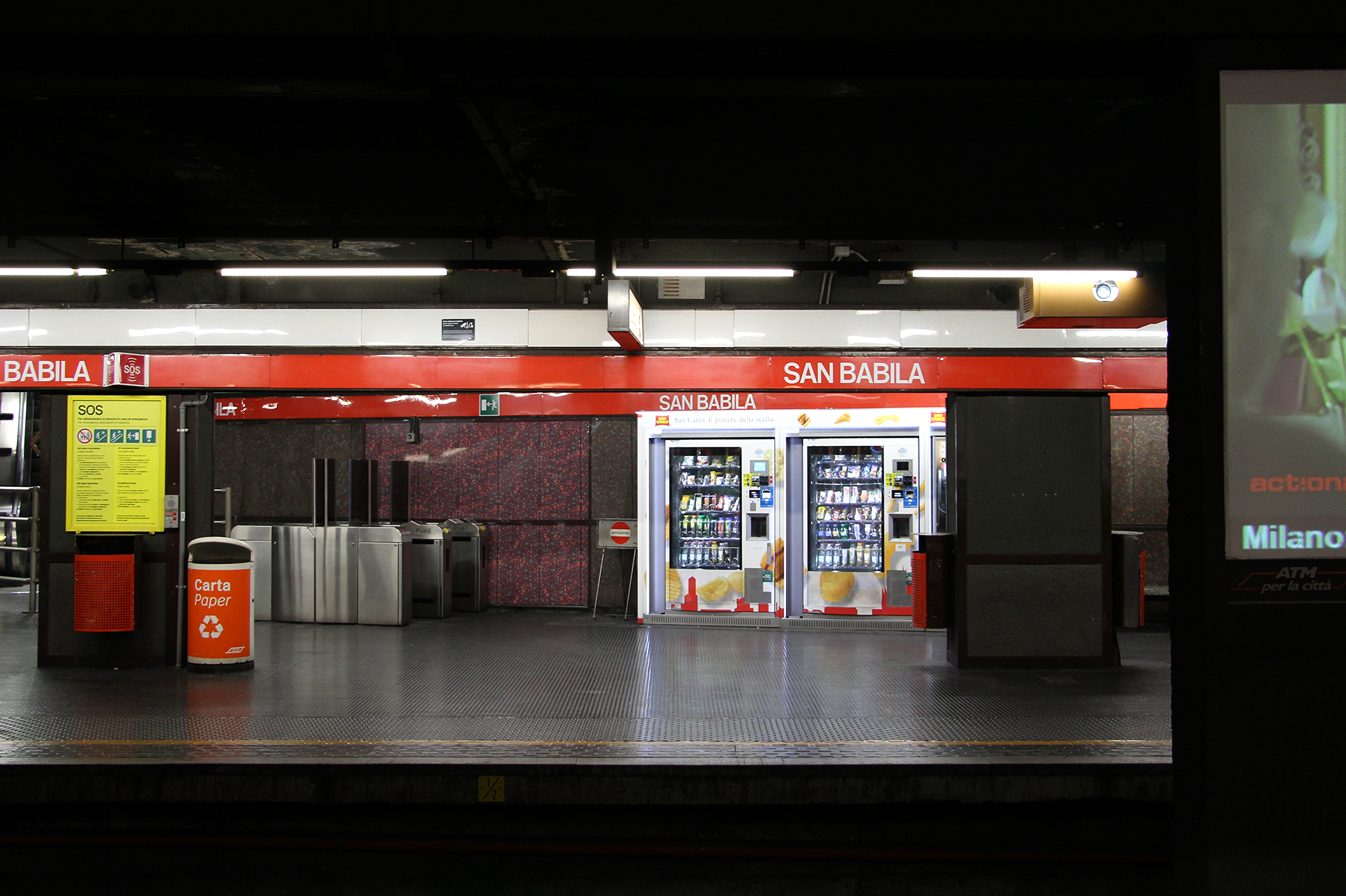
Il piano banchine della stazione M1
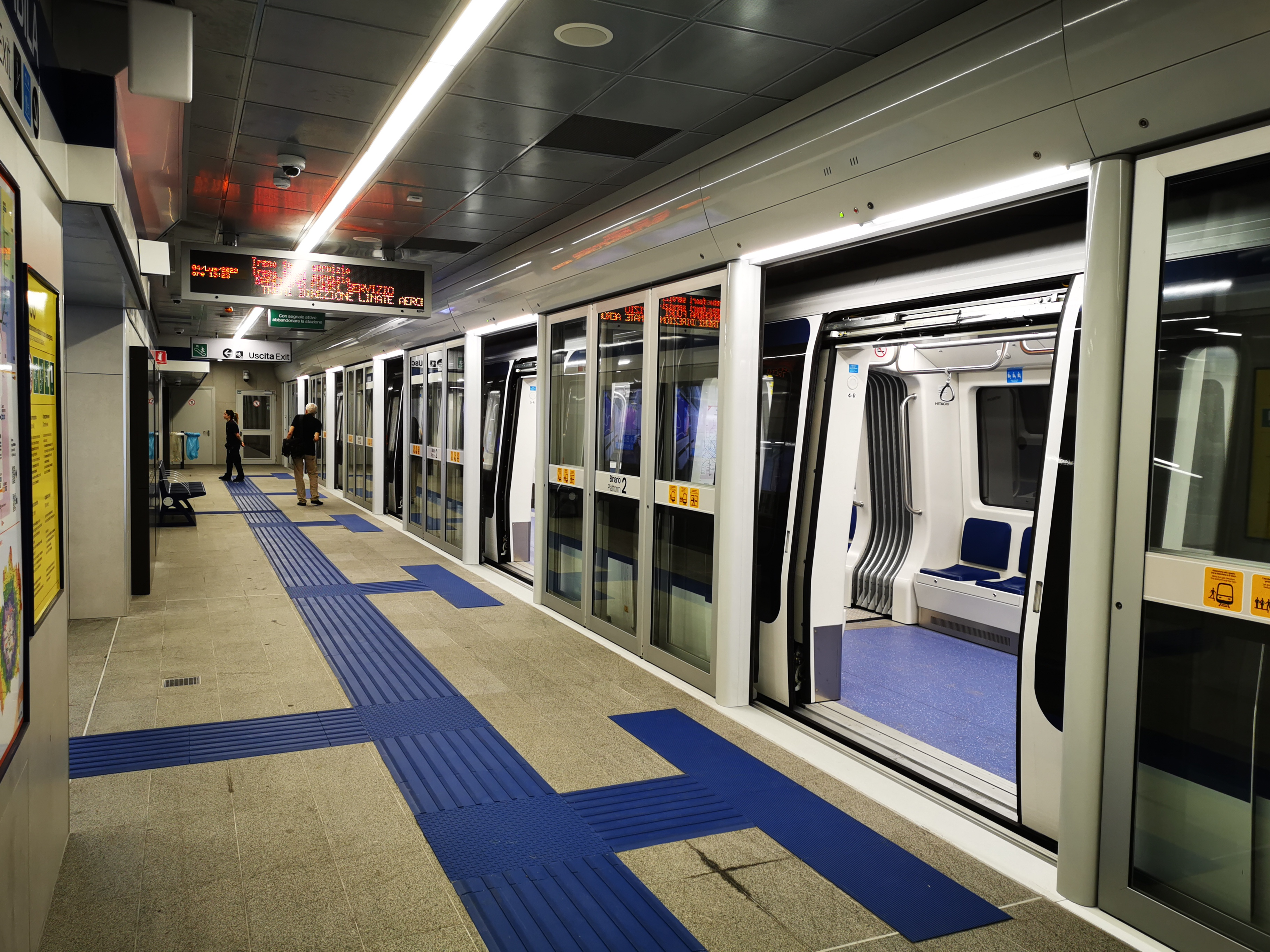
Il piano banchine della stazione M4
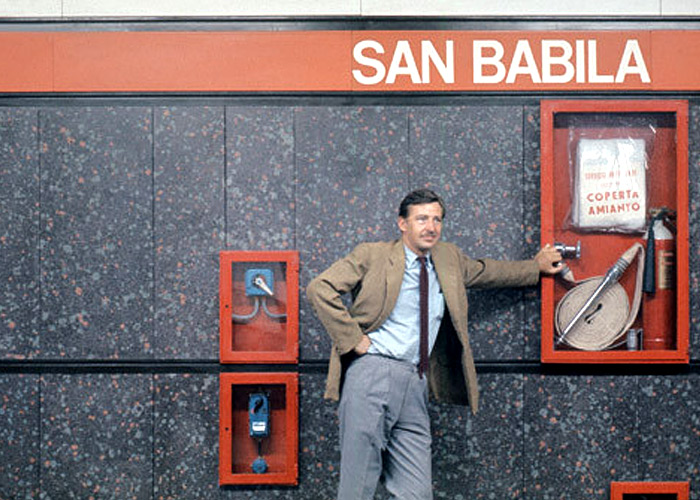
Bob Noorda posa davanti alla fascia metallica con il nome della stazione
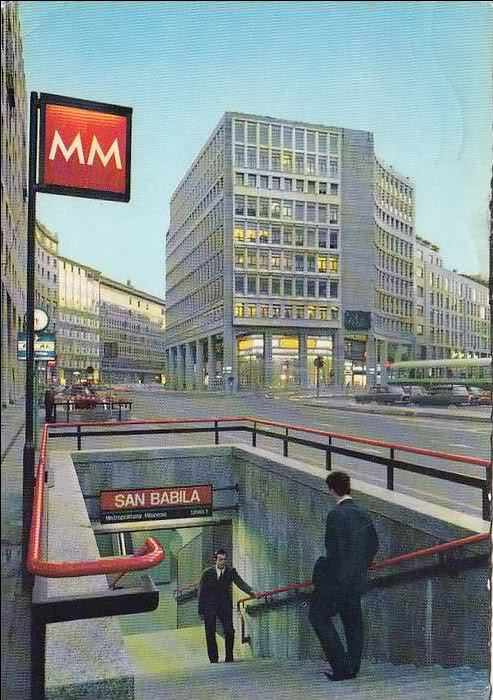
L'ingresso della stazione negli anni '70
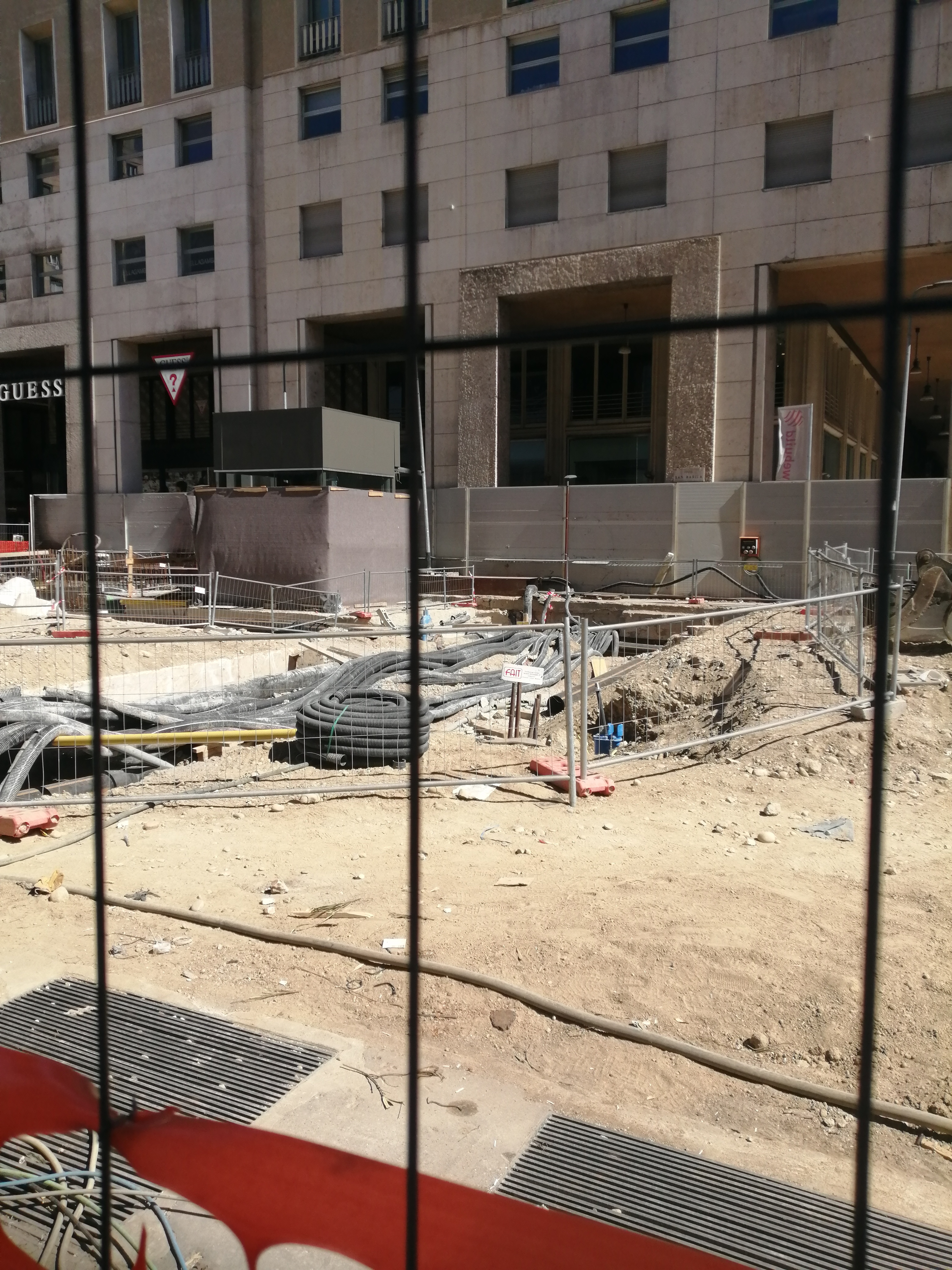
I lavori della stazione M4 nell'aprile 2023